# Return of the Ninja
Return of the Ninja ist ein Jump ’n’ Run für Game Boy Color. Es erschien am 28. April 2001 in den Vereinigten Staaten. In Europa kam das Spiel am 30. März 2001 heraus.

## Spielprinzip
Der Spieler steuert im Spiel Tsukikage oder Saiyuri und nutzt das Steuerkreuz zum Bewegen und die Tasten zum Springen und Angreifen.  Um die fünf Künste des Ninjutsu (Erde, Wind, Feuer, Wasser und Himmel) zu meistern und im Spiel fortzufahren, müssen verschiedene spezielle Gegenstände, sogenannte Shinobi-Werkzeuge, gesammelt werden. Wachen können die anderen alarmieren und können gemieden werden. Der Rang des Spielers am Ende jeder Stufe wird dadurch bestimmt, wie schnell das Level abgeschlossen wurde und wie oft der Protagonist von Feinden entdeckt wurde. Dem Spieler können Karten verliehen werden.

## Rezeption
Return of the Ninja erhielt laut GameRankings überwiegend durchschnittliche Kritiken. Retro Gamer sagte, dass das Spiel eines der denkwürdigsten Spiele über japanische Krieger sei. Nintendo Power gab dem Spiel 3 von 5 Punkten.